# تفجير بورصة (أبريل 2016)
في 27 أبريل 2016، وقع تفجير انتحاري نفذ في مدينة بورصة التركية. وقع التفجير في الساعة 17:26 (UTC + 3)، بالقرب من المدخل الغربي لجامع بورصة الكبير وسوق بازار. فجر الانتحاري نفسه وخلف وراءه 13 جريح وقد أصيبوا بجروح طفيفة. وقد تضررت المتاجر والمقاهي القريبة من مكان الانفجار.